# Гебхард фон Залцбург
Гебхард (на немски: Gebhard; * ок. 1010; † 15 юни 1088, Верфен близо до Залцбург) е архиепископ на Залцбург (1060 – 1088).

## Живот
Произлиза от знатен швабски род. Син е на Хадолдо (Хадолдус) и съпругата му Азала.
Гебхард следва вероятно в Париж. На 9 март 1055 г. е помазан за свещеник от архиепископ Балдвин фон Залцбург. Гебхард е дворцов каплан на Хайнрих III. Той пътува като пратеник до Константинопол и от 1057 до 1059 г. е имперски канцлер.
На 30 юли 1060 г. Гебхард е помазан за архиепископ на диоцезата Залцбург. През 1072 г. той създава новото епископство Гурк в Каринтия и през 1074 г. абатството Адмонт.
През борбата за инвеститура той е на страната на папа Григорий VII, през 1076 г. както Алтман от Пасау не участва в дворцоворо събрание във Вормс. През 1076 г. е на събора в Рим, при който крал Хайнрих IV е анатемосан и помага през 1077 г. при изборите на гегенкрал Рудолф от Швабия.
Понеже не иска да се сдобри с император Хайнрих IV през 1077 г. е изгонен от него от Залцбург и е девет години е в Швабия и Саксония. Той се стреми да спечели епископи, които трябва да поддържат папа Григорий VII. През 1085 г. Бертхолд фон Мозбург е поставен като геген-архиепископ в Залцбург. Гебхард успява да се върне отново в Залцбург едва през 1086 г. с помощта на херцог Велф I от Бавария. Малко след това той умира на 15 юни 1088 г. в крепостта Хоенверфен. Погребан е в олтара на манастирската църква в абатство Адмонт в Щирия.